# Sant Serni de Gavet de la Conca
Sant Serni de Gavet de la Conca és una església de Gavet de la Conca (Pallars Jussà) inclosa a l'Inventari del Patrimoni Arquitectònic de Catalunya.

## Descripció
Església que fa cantonada. És d'una sola nau però la planta està trencada per la sagristia i la capella lateral, que són afegides. A la façana de tramuntana es troba el portal d'entrada, amb arcada de mig punt. La teulada, de teula àrab, és a dues vessants. Els murs estan construïts amb carreus de pedra vista del país.
El campanar està format per dos cossos; l'inferior és de planta quadrada i el superior té els angles en forma de xamfrà. Té quatre obertures d'arc apuntat i la coberta és a una vessant.